# Avenida Mouzinho de Albuquerque
A Avenida Mouzinho de Albuquerque é uma avenida de serviços no centro da cidade da Póvoa de Varzim, em Portugal. Era uma antiga e ambiciosa avenida balnear que sofreu decadência, encontrando-se hoje em regeneração como avenida de serviços. 

## História

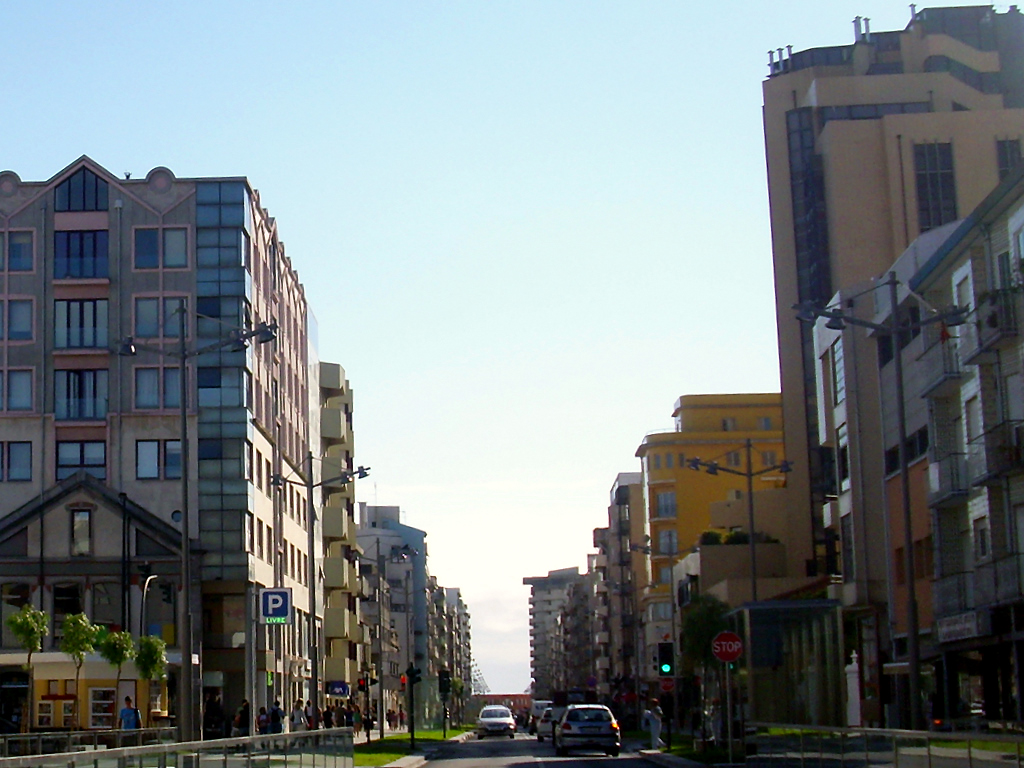
A avenida no seu aspecto actual.

A Avenida Mouzinho de Albuquerque nasceu pela ideia de David Alves em 1891, que propôs à câmara a criação de um bairro balnear, dizendo: «abertura de novas ruas para a formação de um bairro especialmente dedicado aos banhistas frequentadores desta praia onde encontrando magníficas e espaçosas ruas para edificações construam elegantes prédios, ligando assim os seus interesses a estas terras tornando-se assíduos frequentadores». 
O nome da avenida foi sugerido pelo presidente da Câmara em 1897, Caetano Marques de Oliveira, honrando Joaquim Augusto Mouzinho de Albuquerque, ainda vivo, mas que se tinha distinguido em diversas campanhas nas colónias portuguesas em África, especialmente em Moçambique. Na nova avenida foram surgindo diversas villae, no entanto, a massificação do turismo balnear levou a que algumas delas desaparecessem, dando lugar a edifícios multifamiliares, sobreviveram quatro. 
Na confluência nascente entre a Praça Marquês de Pombal e a avenida, num terreno doado por um habitante para o efeito é iniciada a construção do edifício sede do Orfeon Povoense (mais tarde Orfeão Poveiro), sonho de Josué Trocado, em que se incluía a Escola Maternal, para as crianças desfavorecidas do município, cuja apresentação pública tinha sido feita em 1915 no Teatro Garrett. O projecto do arquitecto Francisco de Oliveira Ferreira demonstrava-se grandioso, em especial para uma associação recreativa, apesar disso Josué Trocado manteve a ambição e, a 20 de Novembro de 1921 começaram as obras da fachada, notou-se entretanto que não haveria condições financeiras para tal empreitada, ficando a fachada inacabada. Esta fachada inacabada, que jazia no espaço da construção, foi transferida uns metros para Norte, para se tornar na fachada antiga da Biblioteca Municipal Rocha Peixoto no início da década de 1990.
A partir de 2006 e com a obra terminada no São Pedro de 2008, a avenida sofreu uma grande reestruturação, devido à sua visível decadência e problemas de estacionamento, construiu-se um parque subterrâneo com 1 km de comprimento pela avenida e, também, no Largo das Dores, com duas faixas de circulação, área de circulação pedonal, estação de serviços, e vários acessos com elevador e/ou escada.

## Morfologia urbana
Em termos de património, na avenida destaca-se a Igreja Paroquial de São José de Ribamar e  as villas residenciais ali existentes que conseguiram sobreviver, entre outras, a Villa Myosótis (década de 1920) e a Villa Georgette. A Casa Manuel Lopes, uma casa-museu que inclui uma Biblioteca de Jardim municipal durante a época estival, era considerada pelo próprio como a casa mais antiga da avenida (do século XIX). 
Existe ainda o antigo edifício da Escola Superior de Estudos Industriais e de Gestão (ESEIG) do Politécnico do Porto.

### Património
- Igreja de São José de Ribamar
- Villa Myósitis (nº 140)
- Villa Georgette (n.º 26)
- Villa no n.º 28
- Villa na esquina com a Rua Gomes de Amorim
- Casa Manuel Lopes (Biblioteca de Jardim)
- Palácio da Justiça (Largo das Dores)
- Antigo Posto da J.A.E. (Praça Marquês de Pombal)